# William Plane Pycraft
William Plane Pycraft est un zoologiste britannique, né le 13 janvier 1868 à Great Yarmouth et mort le 1er mai 1942.

## Biographie
En 1892, il devient l’assistant de Sir Edwin Ray Lankester (1847-1929) qu’il suit, en 1898, au Muséum d'histoire naturelle de Londres. En 1907, Pycraft prend en charge l’ostéologie du muséum.
Il écrit de nombreux articles et livres sur l’histoire naturelle, notamment The Story of Bird-Life (1900), The Story of Fish-Life (1901), The Story of Reptile Life (1905), The British Museum of Natural History (1910), A History of Birds (1910), The Infancy of Animals (1912), The Courtship of Animals (1913), Birds in Flight (1922), Camouflage in Nature (1925) et Birds of Great Britain and their Natural History (1934).

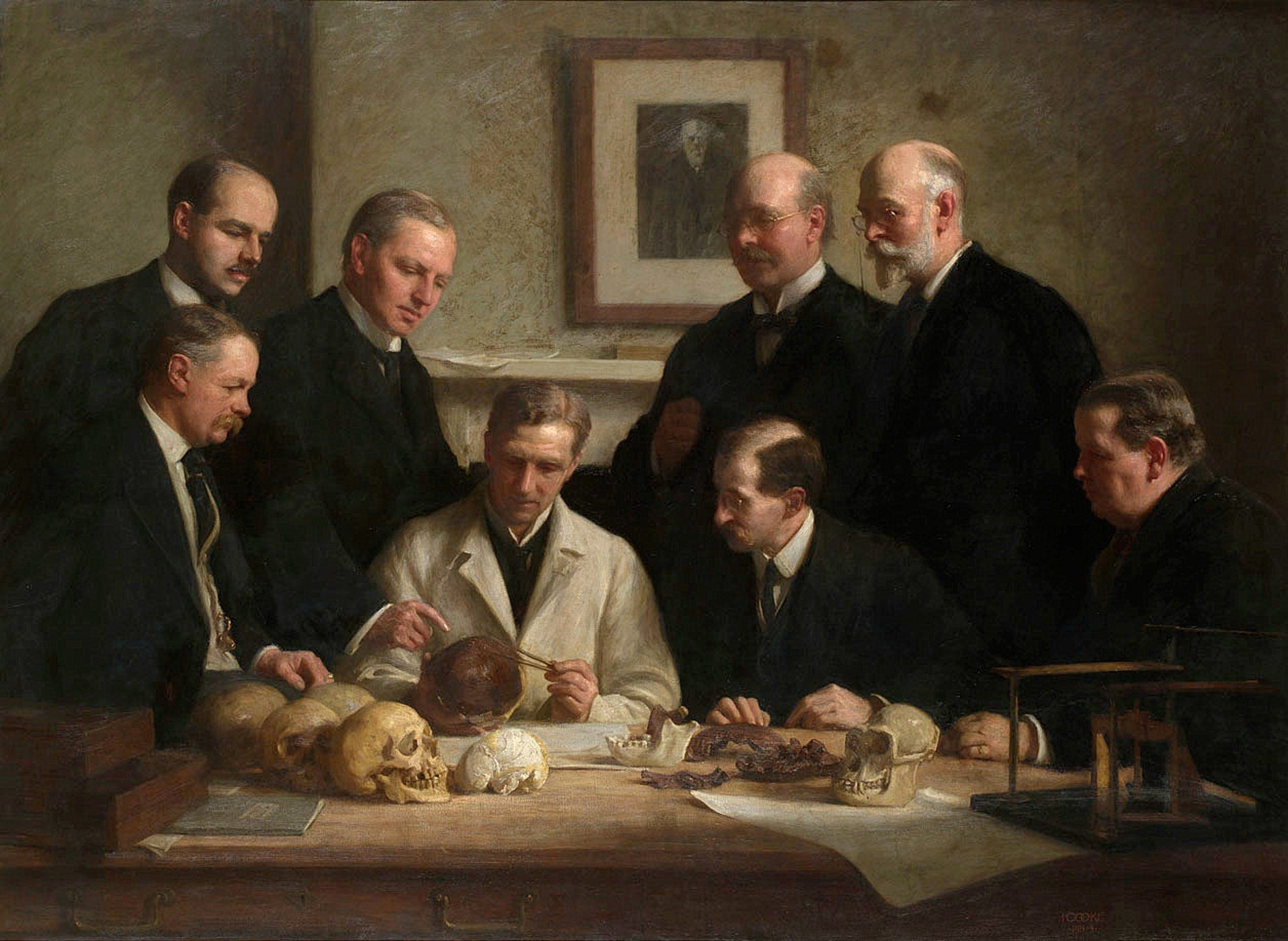
William Plane Pycraft (deuxième en partant de la droite au premier rang) avec d'autres scientifiques examinant les ossements de l'Homme de Piltdown (tableau de John Cooke, 1915).